# Dibolia californica
Dibolia californica är en skalbaggsart som beskrevs av Charles Christopher Parry 1974. Dibolia californica ingår i släktet Dibolia och familjen bladbaggar. Inga underarter finns listade i Catalogue of Life.